# هراند خاچاطریان
هراند هراچی خاچاتریان (ارمنی: Հրանտ Հրաչի Խաչատրյան; زاده ۲۶ اکتبر ۱۹۵۱) یک سیاستمدار اهل ارمنستان است. وی از تاریخ ۱۹۹۹ تا تاریخ ۲۰۰۷ نماینده دوره‌های دوم و سوم مجلس ملی جمهوری ارمنستان بوده است.
سمت نمایندگی دوره سوم مجلس ملی جمهوری ارمنستان را برعهده داشت.

## زندگی‌نامه
در در [[]] به دنیا آمد و از دانشگاه ملی پلی‌تکنیک ارمنستان (۱۹۷۲) فارغ‌التحصیل شد. 